# Iglesia de San Esteban (Mendoza)
La parroquia o iglesia de San Esteban en el concejo alavés de Mendoza, en el municipio de Vitoria, Álava (País Vasco, España) es un templo religioso de origen románico, del siglo XIII, que ha sido remodelado en los siglos XVI, XVIII y XIX.

## Descripción

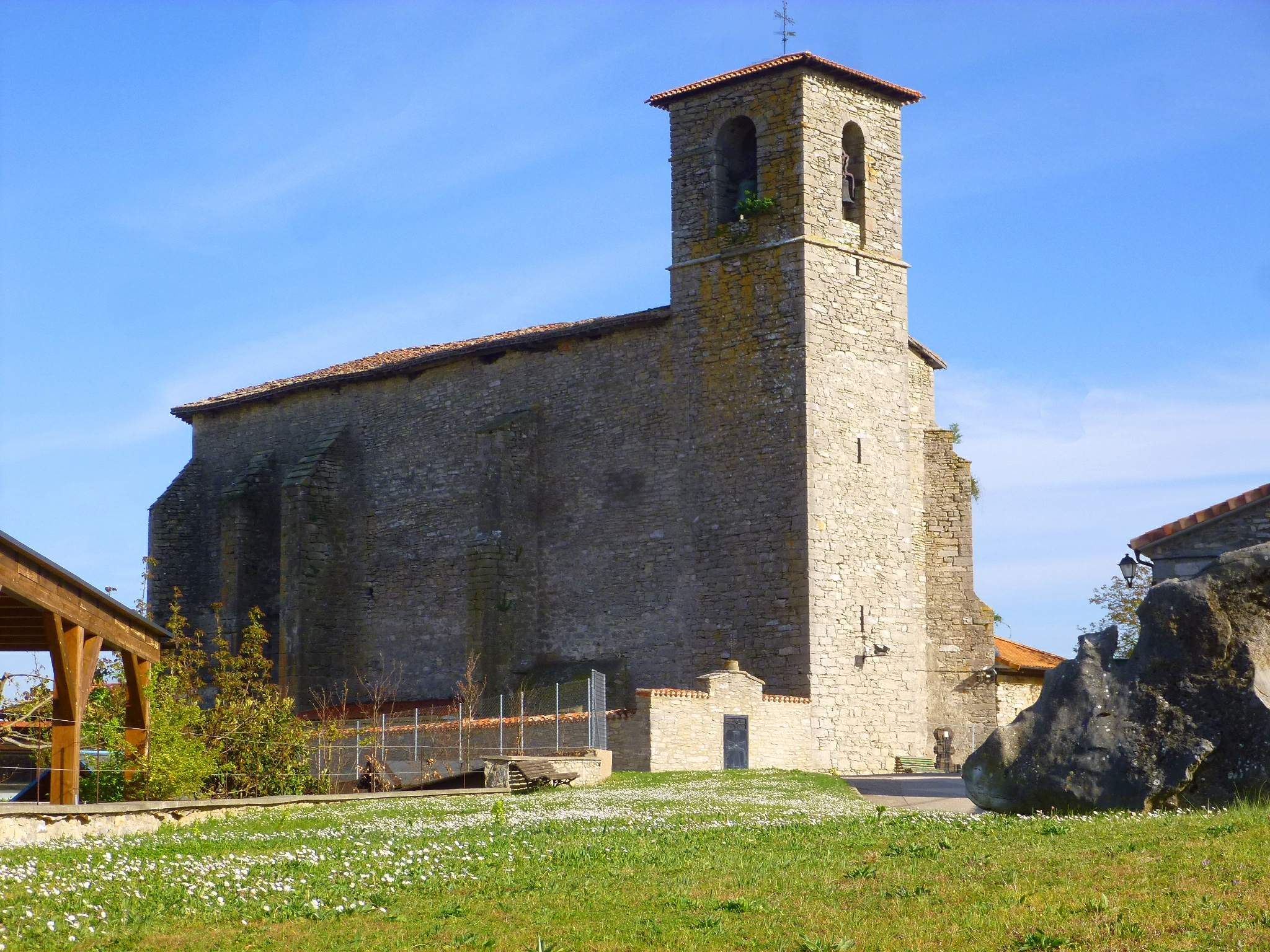
Iglesia de San Esteban en Mendoza (Álava)

Templo parroquial de origen en el s. XIII.
Exterior
El pórtico cuenta con 3 arcos de piedra de sillería de 1842. En unas obras de mediados del s. XX, salió a la luz la antigua portada del s. XIII. En la actualidad está cegada. La decoración de su portada es única en la Llanada Alavesa y recuerda las peculiaridades del románico cuartangués. 
Interior
Con una planta de salón, ábside poligonal de cinco lados con gruesos contrafuertes, cuenta con tres naves en tres tramos. Su bóveda es nervada, formando estrellas y presenta clavos florales, propios del s. XVI.
Cabe destacar su retablo mayor, de estilo neoclásico, construido en el último cuarto del s. XVIII, con imágenes de San Antonio de Padua y San Isidro labrador.